# 天主教扎莫希奇-卢巴丘夫教区
天主教扎莫希奇-盧巴丘夫教區 （拉丁語：Dioecesis Zamosciensis-Lubaczoviensis）是波蘭一個羅馬天主教教區。教座位於扎莫希奇。屬普熱梅希爾總教區。
成立於1992年3月25日。2011年，在當地 483,910人口中，有教友470,294人，佔轄區總人口97.2%、184個堂區、474名司鐸、28名修士、140名修女。現任主教為卡齊米日·戈爾內。